# KYORAKU PRESENTS AKB48 SKE48 LIVE IN ASIA
KYORAKU PRESENTS AKB48 SKE48 LIVE IN ASIA是日本女子偶像組合AKB48及SKE48於2010年11月16日在澳門金沙演奏廳舉行的海外公演，亦是首次AKB48及SKE48的共同海外公演。

## 概要
- 在「沒有驚喜」演唱會的第1天公演後，公佈將會在2010年10月至11月在意大利米蘭、新加坡及澳門進行海外公演[11][12][13][14]。
- 在東京秋祭第1天公演後，正式公佈將會在2010年11月16日在澳門舉行海外公演[15]。
- 10月21日，官方網站正式公佈公演的名稱為「KYORAKU presents AKB48 SKE48 LIVE IN ASIA supported by SKY PerfecTV!」（KYORAKU presents AKB48 SKE48 LIVE IN ASIA supported by スカパー!）。[16]
- 在公演中，SKE48演出將於2010年11月17日發售的單曲《1！2！3！4！ 請多關照！》（1!2!3!4! ヨロシク!）。

## 參加成員
團隊所屬以演出時為準
- AKB48
  - Team A
    - 大家志津香

  - Team K
    - 梅田彩佳、田名部生來、中塚智實、仁藤萌乃、松井咲子、峯岸南（峯岸みなみ）

  - Team B
    - 河西智美、北原里英、小森美果、佐藤亞美菜、佐藤堇（佐藤すみれ）
- SKE48
  - Team S
    - 大矢真那、木崎由里亞（木﨑ゆりあ）、桑原瑞希（桑原みずき）、須田亞香里、平松可奈子、松井珠理奈、松井玲奈、矢神久美

  - Team KII
    - 石田安奈、高柳明音、向田茉夏

  - Team研究生
    - 木本花音[4][5][6][7][9][17][18]

## 曲目
- 舉行時間：入場時間17:30、出演時間18:30[16]

1. overture
2. RIVER - AKB48、SKE48
3. 10年櫻（10年桜） - AKB48
4. 堅強之勇者（強き者よ） - SKE48
5. 想見你（会いたかった） - 全員
6. 不只是回憶（思い出以上） - 桑原、平松、木崎
7. 帶我去溫布頓（ウィンブルドンへ連れて行って） - 高柳、石田、木本
8. 枯葉車站（枯葉のステーション） - 松井玲
9. 曲終人盡（エンドロール） - 峯岸、北原、松井珠、矢神
10. 來一塊糖果（キャンディー） - 河西、佐藤亞、小森
11. 為了明天而接吻（明日のためにキスを） - 仁藤、梅田、田名部、松井咲
12. 藍天下的單相思（青空片想い） - SKE48
13. 抱歉、SUMMER（ごめんね、SUMMER） - SKE48
14. Maybe是藉口（言い訳Maybe） - AKB48
15. 驚喜之淚！（涙サプライズ！） - AKB48
16. Beginner - AKB48、SKE48
17. 馬尾與髮圈（ポニーテールとシュシュ） - 全員

安可曲
1. 無限重播（ヘビーローテーション） - AKB48、SKE48
2. TWO ROSES - 松井珠、松井玲
3. 1！2！3！4！ 請多關照！（1!2!3!4! ヨロシク!） - 全員

2次安可曲
1. 想見你 - 全員
2. 馬尾與髮圈 - 全員[4][5][6][7][9][19]

## DVD
這次海外公演的DVD由AKS於2011年2月6日發行。2枚DVD的內容包括公演的演出、幕後花絮及特典映像。此外，隨DVD附近40頁有關這次海外公演的寫真集。